# Arrivals & Departures
Arrivals & Departures es el tercer álbum de estudio de la banda canadiense de post-hardcore Silverstein. Fue lanzado el 2 de julio de 2007 a través de Victory Records y fue producido por Mark Trombino. 
El álbum debutó en el número 25 en el Billboard 200 de los Estados Unidos, vendiendo alrededor de 27.000 copias en su primera semana.

## Lista de canciones
| N.º | Título                          | Duración |  |
| 1.  | «Sound of the Sun»              | 3:19     |  |
| 2.  | «Bodies and Words»              | 3:13     |  |
| 3.  | «If You Could See into My Soul» | 3:59     |  |
| 4.  | «Worlds Apart»                  | 4:06     |  |
| 5.  | «My Disaster»                   | 3:48     |  |
| 6.  | «Still Dreaming»                | 3:55     |  |
| 7.  | «The Sand Will Turn to Glass»   | 2:52     |  |
| 8.  | «Here Today, Gone Tomorrow»     | 3:33     |  |
| 9.  | «Vanity and Greed»              | 3:59     |  |
| 10. | «Love with Caution»             | 3:27     |  |
| 11. | «True Romance»                  | 5:50     |  |

| Best Buy (bonus tracks) |                  |          |  |
| N.º                     | Título           | Duración |  |
| 12.                     | «Rain Will Fall» | 3:26     |  |
| 13.                     | «Falling Down»   | 3:14     |  |

## Posicionamiento en lista
| Lista (2007)                                  | Posición |
| --------------------------------------------- | -------- |
| Estados Unidos (Billboard 200)                | 25       |
| Estados Unidos (Billboard Alternative Albums) | 19       |
| Estados Unidos (Billboard Digital Albums)     | 25       |
| Estados Unidos (Billboard Hard Rock Albums)   | 8        |
| Estados Unidos (Billboard Independent Albums) | 1        |
| Estados Unidos (Billboard Rock Albums)        | 9        |